# Spatangus subinermis
Spatangus subinermis is een zee-egel uit de familie Spatangidae.
De wetenschappelijke naam van de soort werd in 1887 gepubliceerd door Auguste Nicolas Pomel. 